# Richard Stearns (Manager)

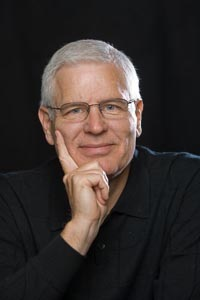
Richard Stearns 2013

Richard Stearns (Richard E. „Rich“ Stearns) ist der derzeitige Präsident von World Vision Inc., dem amerikanischen Büro einer evangelikal geprägten Hilfsorganisation mit Sitz in Federal Way, Washington.

## Leben und Wirken
Stearns erwarb seinen Bachelor-Abschluss an der Cornell University und einen Mastertitel im Bereich der Betriebswirtschaft an der Wharton School der Universität von Pennsylvania. An der Cornell-Universität trat er der Studentenverbindung Phi Kappa Psi bei, und dadurch kam er zur Irving Literary Society.
Seine Berufslaufbahn begann er im Bereich Marketing bei Gillette. Von 1977 bis 1985 war er in verschiedenen Positionen bei Parker Brothers tätig, die er mit dem Höhepunkt als Präsident 1984, als die Firma übernommen wurde und nur ihren Markennamen unter dem Besitzer Hasbro behielt, abschloss. 1985 wurde er Vizepräsident von Franklin Mint, und 1987 wechselte er zur Lenox als Präsident der Lenox Collections. Zum Präsidenten und Geschäftsführer der Lenox Inc. wurde er 1985 mit der Aufsicht von drei Geschäftsbereichen, sechs Fabrikationsstätten, 4000 Mitarbeitern und einem jährlichen Umsatz von 500 Millionen $. Stearns verließ im Juni 1998 die Lenox Inc. und wurde Präsident von World Vision United States.
Als Präsident von World Vision Inc. ist Stearns verantwortlich für die Projektabwicklung in den USA, wie Fundraising, Anwaltschaftsarbeit (Lobbyarbeit) und die Programme der Entwicklungszusammenarbeit außerhalb der USA. World Vision United States ist eine christliche Katastrophen- und Entwicklungshilfeorganisation, die darauf ausgerichtet ist, Kindern und ihren Kommunen weltweit dabei zu helfen, ihr volles Potential auszuschöpfen, indem die Armut an ihrer Wurzel beseitigt wird. Stearns ist es wichtig, Kindern und Familien weltweit zu helfen, die von AIDS betroffen sind, und machte dies zur Priorität seiner Organisation.
Unter Stearns Führung erlebte World Vision ein Wachstumsschub. Unter anderem aufgrund der Einführung des Best-Practice-Prinzips und des Aufbaus eines starken Leitungsteams nennt Christianity Today World Vision USA einen immer wichtiger werdenden Akteur in der weltweiten humanitären Hilfe.
Stearns gehörte 2008 zu den Erstunterzeichnern des Evangelikalen Manifests.

## Publikationen
Stearns schreibt Opposite Editorials zu Themen wie globaler Armut und AIDS für bedeutende Zeitungen und Magazine der Vereinigten Staaten und war in Sendungen von CNN, Fox, ABS, NBC und PBS eingeladen. Zu seinen Artikeln gehören Samaritans on the AIDS crisis und The face of America should meet the face of poverty.
Er ist zudem Autor von The Hole in Our Gospel: What does God expect of Us? The Answer that Changed my Life and Might Just Change the World (etwa: Das Vakuum in unserem Evangelium: Was erwartet Gott von uns? Die Antwort, die mein Leben änderte und vielleicht die ganze Welt ändern wird). Das Buch handelt davon, wie ein Geschäftsführer darum kämpft, Gott um jeden Preis zu gehorchen und von seinem leidenschaftlichen Aufruf an alle Christen, die Welt dadurch zu verändern, dass sie ihren Glauben aktiv leben. Indem er seinen eigenen Lebensweg als Beispiel hinstellt, beschreibt er das Vakuum, das Christen in ihrem Verständnis des Evangeliums hätten.